# Gersten (Speise)
Der Gersten, auch Gersting genannt, ist ein Gericht aus dem Mehl der Gerste sowie Eiern und Milch, das in der Pfanne erhitzt zu einer Mahlzeit bereitet wird. Seinen Namen erhielt die Speise mutmaßlich durch die Zubereitungsart durch arme Leute, die in der Regel die Gerste als gemahlenes Getreide für den Gersten benutzten.
Die Speise wird in der Lausitz und in Meißen auch Getzen genannt, und „im Wendischen Jezcmen“.